# Christian Heuberger
Christian Heuberger (* 5. Dezember 1984 in Schutterwald) ist ein deutscher Handballspieler, der zuletzt bei der TGS Pforzheim unter Vertrag stand. Der 1,90 Meter große Rechtshänder wird überwiegend als Kreisläufer eingesetzt, kann aber auch im Rückraum und auf Linksaußen spielen.

## Karriere
Christian Heuberger begann beim TuS Schutterwald mit dem Handball. Nachdem er später für die vom TuS und dem TV 08 Willstätt gebildete SG Willstätt/Schutterwald aufgelaufen war, wechselte er 2005 zum Zweitligisten SG BBM Bietigheim, mit dem er 2014 in die Handball-Bundesliga aufstieg. Im Sommer 2015 schloss er sich dem Drittligisten TGS Pforzheim an. Im Februar 2016 riss sein Syndesmoseband. Ab Ende der Saison 2015/16 war Heuberger vertragslos. Nachdem er im Dezember 2016 das Traineramt des Bezirksklassisten TV Tamm übernahm, ist er seit der Saison 2020/21 Trainer der zweiten Männermannschaft der SG BBM Bietigheim.
Heuberger bestritt 45 Länderspiele für die Deutsche Jugend- und Juniorennationalmannschaft. Bei der Jugendeuropameisterschaft 2003 gewann er die Silbermedaille und wurde 2004 Junioreneuropameister.

## Privates
Christian Heuberger arbeitet bei den Stadtwerken in Bietigheim-Bissingen. Er ist ein Neffe von Martin Heuberger, dem ehemaligen Trainer der deutschen Handballnationalmannschaft.